# Azar Andami
Azar Andami (persisch: آذر اندامی) (* 8. Dezember 1926 in Rascht, Iran; † 19. August 1984 in Teheran) war eine iranische Medizinerin und Bakteriologin.

## Leben
Azar Andami wuchs als viertes Kind und einzige Tochter der Familie in Rasht auf. Sie beendete die Grundschule in Rasht mit einem Jahr Vorsprung, da sie eine Klasse überspringen konnte. Nachdem sie das neunte Jahr der Regelbeschulung an der Forough High School in Rasht beendet hatte, besuchte sie zunächst die Rasht Preparatory University, die sie 1945 abschloss. Das folgende Jahr unterrichtete sie kostenlos an Grundschulen in Rasht. 1947 wurde sie vom Kulturministerium als Lehrerin eingestellt. 1951 legte sie berufsbegleitend ein naturwissenschaftliches Diplom mit diversen Examen ab. 1953 bestand sie die Aufnahmeprüfung der Universität Teheran im Bereich Medizin und promovierte 1958 als Doktor der Medizin. Sie spezialisierte sich auf Gynäkologie, wurde vom Gesundheitsministerium eingestellt und war am Teheraner Pasteur Institut des Iran tätig. Zu dieser Zeit begann sie mit der Forschung auf dem Gebiet der Bakteriologie von Krankenhausinfektionen. Andami veröffentlichte die Ergebnisse ihrer Arbeit in renommierten medizinischen Fachzeitschriften. Mit einem Stipendium des Pasteur Instituts des Iran besuchte sie das Institut Pasteur in Paris, um bis 1967 Bakteriologie zu studieren.
Zurückgekehrt entwickelte Andami einen Choleraimpfstoff gegen die El Tor-Erkrankung, die durch den Subtyp El Tor des Choleraerregers Vibrio cholerae verursacht wird. Von 1934 bis 1967 breitete sich die akute Durchfallerkrankung El Tor im Iran und vielen anderen Ländern aus. Keime werden durch menschliche Fäkalien in der Umwelt verbreitet und kontaminieren Wasser und Lebensmittel. Die Aufnahme durch Trinken und Essen löst die bakterielle Infektion aus. Unter diesen Umständen bestand die einzige Möglichkeit darin, den Choleraimpfstoff vor einer Ansteckung zu verabreichen. Seinerzeit war das Pasteur-Institut im Iran das einzige Zentrum zur Herstellung von Impfstoffen im Iran, wo alle Ressourcen für das mikrobiologische Labor und zur Forschung bereitgestellt wurden und unter Azar Andami, Leiterin der Abteilungen für Cholera, Diphtherie und Impfung, der El Tor-Impfstoff zur Eindämmung der Cholera-Epidemie entwickelt wurde.
Andami war verheiratet mit Mansour Khalatbari. Das Paar hatte drei Kinder. Azar Andami starb am 19. August 1984 im Alter von 57 Jahren in Teheran und wurde auf dem Zentralfriedhof Behescht-e Zahra bestattet. Ihr zu Ehren benannte die Internationale Astronomische Union einen Venus-Krater „Andami“. In Rasht trägt der „Azar Andami Boulevard“ ihren Namen.